# Josef Jenáček
Josef Jenáček (* 18. února 1951, Zlín) je bývalý český hokejový obránce. Jeho syny jsou hokejisté Luboš Jenáček a Martin Jenáček.

## Hokejová kariéra
V československé lize hrál za TJ Gottwaldov. Odehrál 6 ligových sezón, nastoupil ve 176 ligových utkáních, dal 12 gólů a měl 9 asistencí. S reprezentací Československa získal bronzovou medaili za 3. místo na Mistrovství Evropy juniorů v ledním hokeji 1969 a stříbrnou medaili za 2. místo na Mistrovství Evropy juniorů v ledním hokeji 1970.

## Klubové statistiky
| Sezona    | Klub          | Soutěž  | Základní část | Základní část | Základní část | Základní část | Základní část |
| Sezona    | Klub          | Soutěž  | Z             | G             | A             | B             | TM            |
| --------- | ------------- | ------- | ------------- | ------------- | ------------- | ------------- | ------------- |
| 1967/1968 | TJ Gottwaldov | 1. liga | 5             | 1             | 0             | 1             | -             |
| 1968/1969 | TJ Gottwaldov | 1. liga | 29            | 3             | 0             | 3             | -             |
| 1969/1970 | TJ Gottwaldov | 1. liga | 26            | 2             | 1             | 3             | -             |
| 1970/1971 | VTJ Hodonín   | 2. liga | -             | -             | -             | -             | -             |
| 1971/1972 | VTJ Hodonín   | 2. liga | -             | -             | -             | -             | -             |
| 1972/1973 | TJ Gottwaldov | 2. liga | -             | -             | -             | -             | -             |
| 1973/1974 | TJ Gottwaldov | 2. liga | -             | -             | -             | -             | -             |
| 1974/1975 | TJ Gottwaldov | 1. liga | 32            | 2             | 0             | 2             | -             |
| 1975/1976 | TJ Gottwaldov | 2. liga | -             | -             | -             | -             | -             |
| 1976/1977 | TJ Gottwaldov | 1. liga | 43            | 2             | 5             | 7             | -             |
| 1977/1978 | TJ Gottwaldov | 2. liga | -             | -             | -             | -             | -             |
| 1978/1979 | TJ Gottwaldov | 1. liga | 42            | 1             | 6             | 7             | -             |